# 金和貴銀樓
金和貴銀樓，是位於臺北市萬華區康定路一間經營百年的珠寶銀樓，1910年臺灣日治時期明治四十三年成立於艋舺西昌街一帶，為萬華早期銀樓業中碩果僅存的一家純手工鑄造金器的銀樓。

## 歷史
金和貴銀樓初由劉三貴創立於1910年，劉於十六歲時自中國大陸渡臺學藝，歷時三年四個月出師後承租西昌街臺北三信（後為誠泰銀行）對面的舊址處開設銀樓營業。1931年，劉三貴與延平北路的幾家銀樓「金瑞山」、「合呈芳」等同业发起成立「臺北金银聚宝协会」，即今「臺北市銀樓公會」前身。為早期臺北四大银楼之一的「金再兴」商號最大股东。於全盛時期曾聘用多達數十位遠從中國大陸來臺的福州籍金匠師傅。
1945年臺灣光復，買下康定路213號的店舖，為本舖「金華貴銀樓」店址。後於康定路126號艋舺祖師廟前也開設了一間名為「永貴銀樓」的分店。1951年起，许多臺灣早期银楼先后遭到整肃，四大银楼「金再兴」、「金瑞山」、「益记」和「美庄」先後因「操纵委托黄金，意图私利致乱金融」的罪名遭充公财产，相关人员被判刑後从此停业。
劉三貴晚年將銀樓業交由其子鍾永春經營，其子因傳統「抽豬母稅」的習俗而從母姓。21世紀後，「金華貴銀樓」與「永貴銀樓」分別由兩名孫子鍾文雄、鍾春忠經營。
2013年8月，本舖「金華貴銀樓」歇業。同年10月，僅存的金和貴銀樓「永貴銀樓」遇劫，鍾春忠負傷護店。
2018年7月24日，中華文化總會發表「匠人魂」系列第10部作品《千金一刻》，向金和貴銀樓第三代傳人鍾春忠致敬。

## 外部連結
- 艋舺生活產業與銀樓業 （页面存档备份，存于）
- 《匠人魂》第10集：千金一刻 （页面存档备份，存于）